# NGC 3976
NGC 3976 este o galaxie seyfert de tip 2⁠(d) situată în constelația Fecioara. A fost descoperită în 13 aprilie 1784 de către William Herschel. Se află la o distanță de 36,31 de megaparseci de Pământ.